# Thomas Enderlé
Thomas Johann David Enderlé (Nijkerk, 10 augustus 1858 – Leiden, 27 december 1919) was een Nederlands pianist, organist, componist en muziekpedagoog.
Hij was zoon van organist te Nijkerk Willem Frederik Enderlé en Helena Catharina Springer, die uit Leiden kwam. Zijn zuster Anna Maria Cornelia Enderlé (Utrecht, 1856 – Leiden 1909) werd eveneens pianist, maar kreeg haar studie in Brussel. Hijzelf trouwde met Grietje van der Zwart. Het echtpaar woonde enige tijd aan de Pieterskerkgracht 1 en Stille Rijn 16a.
Hij kreeg zijn eerste muziekopleiding van zijn vader en vervolgens drie jaar van Richard Hol. Hij kon daarna als pensionnaire van koning Willem III der Nederlanden in Keulen gaan studeren bij Ferdinand Hiller en James Kwast. Ook kreeg hij lessen van Samuel de Lange jr. en Theodor Kullak in Berlijn. In die stad begon hij lessen te geven aan de school van Xaver Scharwenka. Hij keerde terug naar Nederland en werd er docent aan de Muziekschool der Toonkunst in Leiden (1881). In die hoedanigheid trad hij in december 1881 als solist op met het Amsterdamse Paleisorkest (van het Paleis voor Volksvlijt) onder leiding van Johannes Meinardus Coenen. In 1891 moest hij vanwege een hevige ziekte zijn werk neerleggen, hij werd opgevolgd door Gottfried Mann. Anderhalf jaar later richtte hij de Leidsche Muziekschool op met een vestiging aan Noordeinde 38. Hij gaf les in piano, muziektheorie, koorzang en elementairklassen, maar voor een beperkt aantal leerlingen. In 1901 breidde hij zijn muziekschool uit met zanglessen, cello en koperblaasinstrumenten. Met zijn leerlingen gaf hij vervolgens uitvoeringen in de Stadsgehoorzaal. Onder zijn leerlingen bevond zich een jonge Coenraad Valentijn Bos. 
Als pianist trad hij op in Nederland, voornamelijk in de omgeving van Leiden, en Duitsland en schreef en passant nog enkele composities. Van hem verschenen een Abendfriede voor sopraan en driestemmig dameskoor, een Danklied, een Treurmars voor noodlijdenden op Java en Sumatra, Twee liederen voor alt en piano, Twee lichte dansen voor vierhandig piano en een Valse triste opgedragen aan zijn studiegenote Sara Benedicts. Voor leidde hij enkele koren in Leiden en Boskoop, alsmede het zangkoor Halleluja uit Katwijk dat in 2017 nog steeds actief is.
- International Standard Name Identifier: 0000 0003 9355 8072
- Nederlandse Thesaurus van Auteursnamen: 168425378
- Virtual International Authority File: 287857067
- WorldCat: E39PBJjddjdDr9WGDYpgw8wXBP